# Веркгаузен
Веркгаузен (нім. Werkhausen) — громада в Німеччині, розташована в землі Рейнланд-Пфальц. Входить до складу району Альтенкірхен. Складова частина об'єднання громад Альтенкірхен.
Площа — 5,76 км2. Населення становить 236 ос. (станом на 31 грудня 2020).